# Jeu de rôle pédagogique
Un jeu de rôle pédagogique est une pratique ludopédagogique permettant à des personnes d'apprendre à l'aide du jeu de rôle. Ces pratiques peuvent être utilisées dans un cadre scolaire mais également lors de formations continues.

## Définitions
Les termes de jeu de rôle désigne plusieurs types activités semblables, ayant chacune des points communs mais également des différences. 

### Jeu de rôle
Anne Ancelin-Schützenberger que le mot "rôle" proviendrait de "Rota et Rotula, petite roue ou rouleau de parchemin sur lequel étaient inscrits les rôles des acteurs de théâtre autrefois".
Francis Debyser explique en effet que le "jeu de rôles s'applique à des activités différentes mais qui ont toutes en commun de faire assumer par un ou plusieurs participants une identité fictive".

### Jeu de rôle pédagogique
Selon François Proust et Fikry Boutros, le jeu de rôle est "une technique pédagogique d'apprentissage des habiletés relationnelles ou comportementales". Les rôlistes jouent une scène afin de se préparer à une situation vraisemblable mais imprévisible et ces mises en scène permettront les apprentissages grâce aux répétitions mais également grâce aux retours des camarades.

## Historique
C'est vers 1922 que Jacob Levy Moreno, sociologue et psychiatre américain, a mis en place les premiers jeux de rôle dans un cadre thérapeutique.
Selon Maria Branellec-Sorensen et Marie-Laure Chalaron, ce n'est que durant les années 1970 que les jeux de rôles commencent à être intégrés au cadre scolaire, notamment lors de l'apprentissage du Français langue étrangère.

## Utilisations pédagogiques
Malgré la présence du mot « jeu », le jeu de rôle n’est pas toujours associé à une dimension ludique. Lorsqu’il est utilisé dans un but d’apprentissage, il l’est le plus souvent pour reproduire une situation de communication où les participant·es vont endosser un rôle.

### Cadre scolaire
Dans le cadre scolaire, les jeux de rôle sont utilisés pour permettre aux élèves de faire divers apprentissages. Ils sont notamment utilisés dans le cadre de cours de français mais aussi pour enseigner l'histoire.
Robert Stradling explique en effet que l'Histoire peut être travaillée à l'aide de jeux de rôle. Pour lui, le temps et le nombre de personnages des événements historiques enseignés doivent être compressés afin que les élèves puissent ne retenir que l'essentiel.

### Formation continue
Comme l'explique Francis Debyser, les jeux de rôles peuvent être utilisés dans le cadres de formations pour adultes, notamment dans le cas de métiers où le social et le relationnel sont des composantes importantes de la profession.
Sophie Courau explique dans son livre que les jeux de rôle permettent de jouer des scènes proches du réel. Les apprenants sont cependant dans un cadre sécurisant, car la situation n'aura aucun impact dans leur vie.

## Jeu de rôle et ludopédagogie
La dimension ludique du jeu de rôle (voir jeu de rôle (activité ludique)) peut elle aussi s’inviter en salle de classe et apporter de nombreux bénéfices qui serviront à l’apprentissage.
Cette fois-ci, c’est le jeu de rôle sur table, le jeu de rôle sur ordinateur, le jeu de rôle en ligne massivement multijoueur ou encore le jeu de rôle en grandeur nature qui seront à l’honneur.
D’après Koster, tous les jeux sont susceptibles d’apprendre quelque chose. Néanmoins, pour prétendre à l’appellation de jeu éducatif, ceux-ci doivent avoir été conçus avec une véritable intention pédagogique.